# 大武礼一郎
大武 礼一郎（おおたけ れいいちろう、本名：恵藤 信行、1924年4月15日-2019年3月31日 ）は、日本の政治活動家。共産主義者。日本共産党（行動派）中央委員会議長、日本人民戦線最高顧問。思想的には、スターリニズム、毛沢東思想。

## 経歴
大分県生まれ。尋常小学校卒業後、逓信省の官僚であった叔父の勧めで満州の郵便局に勤務。
1945年8月、満州に侵攻してきたソ連軍の捕虜となり、シベリアに抑留。この間、ソ連共産党の政治学校に通い、マルクス主義を学んだ。
1947年に復員したのち、日本共産党入党。 1948年以降、日本共産党大分県委員会委員、九州地方委員会委員などを歴任。
日本共産党（行動派）の説明によれば、もともと日本共産党関西地方委員会の委員であったが、1955年の日本共産党第6回全国協議会に於いて排除され、1958年の日本共産党第7回大会を機に宮本顕治らから離れ、1960年代に「プロレタリア革命派」を組織、1980年7月15日に日本共産党（行動派）再建大会を開催。
日本民主青年同盟の説明によれば、1966年、「解放戦線」から「日本マルクス・レーニン主義運動」を分離させ、1980年7月に「日本マルクス・レーニン主義運動」は「日本共産党（行動派）」にした。
別の説明によれば、大武は日本共産党大阪府委員であったが、日本共産党から分かれて「日本共産党（プロレタリア革命派）」を結成し、その後、「共産主義者同盟戦旗派」から分離した「共産主義者同盟（国際主義派）」と組織統合し、「日本共産党（行動派）」を結成した。

## 主張
日本共産党（行動派）は「科学思想」「歴史科学」「正統マルクス主義」の3つの思想を賛美し、それを守るといった「三信一守」を掲げ、主な共産主義的偉人として、マルクス・エンゲルス・レーニン・スターリン・毛沢東・徳田球一の6人をあげている。
20世紀の社会主義に対しては好意的であり、「歴史の実験としての段階を終えた。この実験は成功した」「マルクス主義は20世紀に科学としての正統性を証明した」と主張している。なお、フルシチョフ・ゴルバチョフ・エリツィンを非難している。「アメリカ帝国主義は諸悪の根源」と主張し、21世紀は「人民民主主義の時代」となり、「人間性善説」が最終的に勝利すると主張する。
また、五大妄想主義として、「（1）思想的（理論的）にはソクラテスの空想的哲学であり、その観念論である。（2）政治的には分裂と孤立と独りよがりの無政府主義である。（3）実践的には非科学的プラグマチズムである。（4）社会的には非歴史的刹那主義である。（5）人間として彼らは非俯観的オポチュニストであり、徹底した個人主義者であり、利己主義者であり、ご都合主義者である。」をあげ、徹底的に批判している。

## 著作
- 『わが党の三項目の政治課題と、思想方法論に関する五項目の実践スローガン・われわれの階級政策』日本共産党、1981年[3]

## その他
東京都八王子市の東京霊園に革命英雄記念碑(1981年7月15日に落成)を持ち、30人ほどの「革命英雄」を顕彰、慰霊している。